# Olen Cesari
Olen Cesari (Durazzo, 4 febbraio 1975) è un violinista albanese.

## Biografia
Ha iniziato a tre anni lo studio del violino sotto la guida della madre, insegnante di questo strumento, esibendosi in pubblico per la prima volta all'età di cinque anni. A tredici anni si diploma con lode al conservatorio di Tirana ("Istituto superiore d'arte"), vincendo la medaglia d'oro come miglior strumentista albanese.
Per mezzo di una borsa di studio si sposta a Roma e a diciassette anni si diploma, sempre con lode, presso il Conservatorio di Santa Cecilia.
Vince il "Premio Mozart" ed entra nel Mozarteum di Salisburgo, dove si perfeziona sotto la guida di Ruggero Ricci. Arriva primo in diverse competizioni, tra cui il premio internazionale "Foyer des artistes", interpretando musiche di Nicolò Paganini.
Si trasferisce negli Stati Uniti e per un anno tiene concerti da solista di musica classica fra Detroit e Chicago. Nel 1993 torna in Italia e vince il primo premio assoluto nel "Concorso televisivo nazionale per strumentisti" della trasmissione Partita Doppia di Rai Uno, con Pippo Baudo.
Ritornato negli Stati Uniti si trasferisce a New York e sperimenta anche altri generi musicali, dal jazz, alla musica black, al soul, all'hip hop, al rap, al country, esibendosi presso il "Tabac Cafè" e il "Time Cafè" con artisti allora emergenti, come i Maroon 5, Lenny Kravitz e Sheryl Crow. Collabora inoltre con il compositore Danny Elfman. Prosegue quindi l'esperienza newyorkese di nuovo a Roma, esibendosi ne "Il Locale", con artisti come Daniele Silvestri, Max Gazzè, Neffa, Alex Britti, Carmen Consoli, Sergio Cammariere e suona anche con Jacob Dylan e i Pearl Jam.
Forma il trio "Liebhaber Konzert Trio", con il chitarrista Giuseppe Pistone e Alessandra D'Andrea al flauto, con cui gira per due anni l'Europa con un repertorio di musiche di Kurt Weill, Mozart, Rossini, Haydn, Debussy e Piazzolla.
Accompagna Lucio Dalla nel suo tour del 1997 e al concerto di fronte al Santo Padre in occasione del "Congresso eucaristico di Bologna". Insieme a Dalla partecipa inoltre come ospite d'onore a Sanremo. Negli anni successivi si sposta in Spagna, Portogallo, Svizzera, partecipa a trasmissioni televisive, suonando con altri artisti di fama. Accompagna ancora Franco Califano e il tour del 2001 di Anna Oxa. Nel 2003 partecipa nuovamente a Sanremo, accompagnando Luca Barbarossa.
Insieme a Sergio Cammeriere scrive la colonna sonora del film L'italiano di Ennio De Dominicis ed è inoltre autore di una parte delle colonne sonore di Non finisce qui, di Maria Sole Tognazzi, e di Il tempo dell'amore di Giacomo Campiotti, e della colonna sonora del film Diamonds, bullets and fate di Peter Razai, vincitore dello "Houston Texas Film Festival" nel 2005
Nel 2000 produce l'album Come un satellite che va della cantautrice romana Veronica Lock, nel 2001 compone il brano Il mio tempo per Massimo Di Cataldo, nel 2003 fonda la casa discografica "OlenArt", producendo l'album Sulle ali della musica di Enrico Giaretta e nel 2004 il video del primo singolo La fabbrica delle nuvole. Suona in concerto con lo stesso Giaretta, suonando presso il "Blue Note" di Milano e il "Piano's" di New York. Una delle canzoni da lui scritte, Tutta la vita in un momento, tradotta in inglese con il titolo di Back in town, cantata dal canadese Matt Dusk ottiene il primo posto nelle classifiche di Giappone, Canada e Paesi Bassi.
Nel 2005 inizia a collaborare con Simone Cristicchi, per cui scrive la partitura degli archi per il brano vincitore di Sanremo nel 2007, Ti regalerò una rosa.
Nel 2007 ha suonato in tour con Sergio Cammariere, Simone Cristicchi ed Enrico Giaretta.
Nel 2010 pubblica il suo primo album, Unexpected, al quale partecipano vari artisti, tra cui Lucio Dalla, Sergio Cammariere, Fabrizio Bosso, Elsa Lila, Massimo Di Cataldo, Tony Levin e Rosalia De Souza.
Nel 2019 ha suonato in tour con Inva Mula e Genc Tukiçi.